# Herb Zakopanego
Herb Zakopanego – jeden z symboli miasta Zakopane w postaci herbu.

## Wygląd i symbolika
Herb przedstawia w błękitnym polu herbowym ciemnoszare wzgórze, na nim srebrny krzyż (o sylwetce krzyża na Giewoncie). Za nim dwa skrzyżowane złote klucze „piotrowe”, które w dolnej części przyjmują formę spinki góralskiej.

## Historia

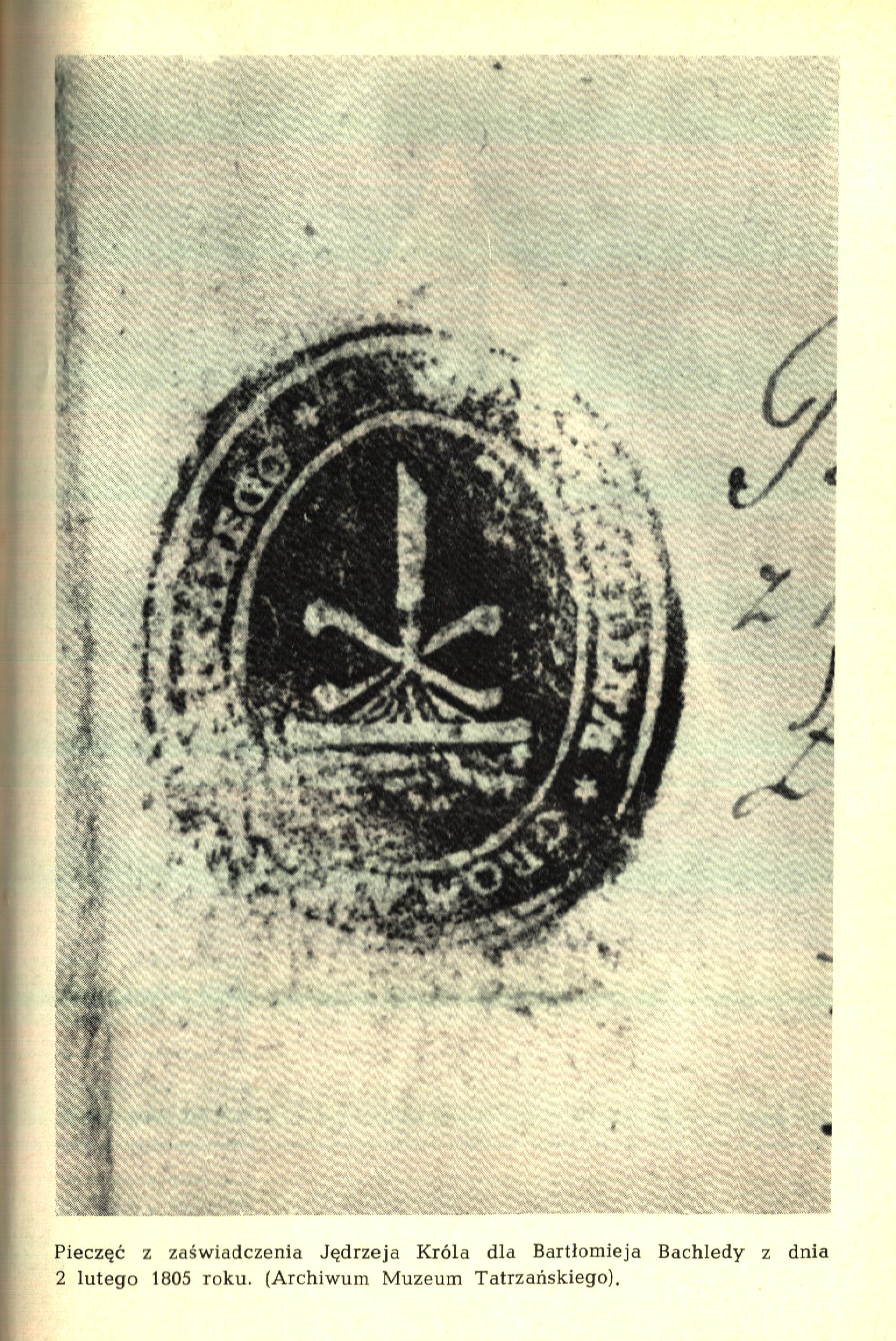
Pieczęć z zaświadczenia wójta Zakopanego Jędrzeja Króla dla Bartłomieja Bachledy z dnia 2 lutego 1805

Herb używany w latach 1968-1997

Najstarszy odcisk pieczęci pochodzi z 1803 roku, jednak nie ustalono co przedstawia. W latach 1875–1933 używano pieczęci z wizerunkiem sylwetki Giewontu. Od momentu nadania praw miejskich Zakopanemu (1933), miasto nie posiadało swojego herbu.

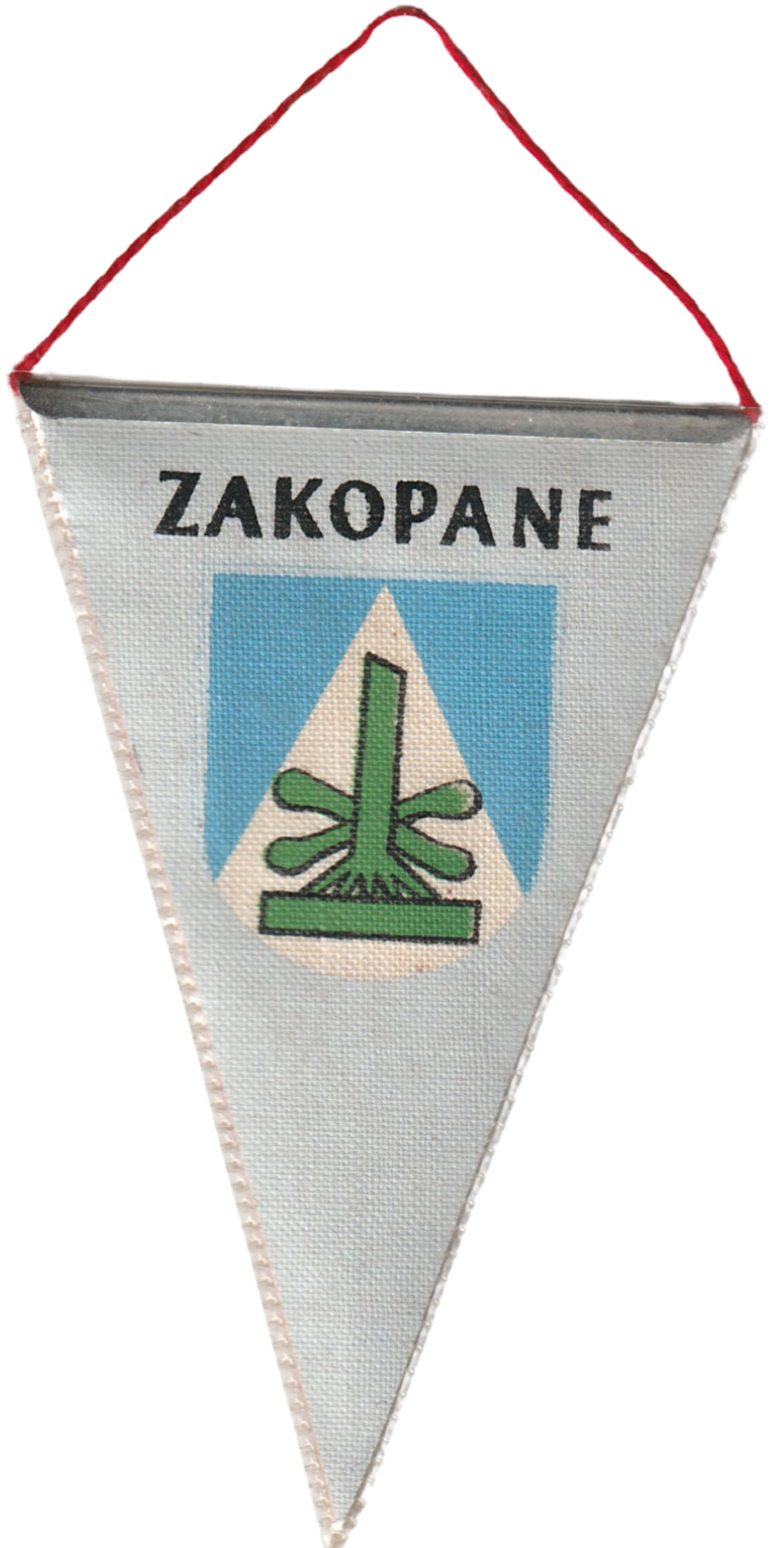
Proporczyk z herbem Zakopanego (1968-1997)

Od roku 1968 używano herbu autorstwa Marii Czajkowskiej-Banach, który wyłoniono w drodze konkursu. Składał się on z niebieskiego tła, białego trójkąta symbolizującego górę i zielonego godła wywodzącego się z odcisku pieczęci gminnej z 1813 r. Godło przedstawiało pień ściętego drzewa na poziomej podstawie, a za nim prawdopodobnie narzędzie służące do ściągania pni z lasów lub hutnicze szczypce. Herb nie został jednak oficjalnie przyjęty przez Radę Narodową.
Herb autorstwa Michała Gąsienicy Szostaka został przyjęty jednogłośnie Uchwałą Rady Miasta Zakopane Nr XXIV/319/97 z dnia 4 czerwca 1997 roku, z okazji wizyty papieża Jana Pawła II w Zakopanem.

## Kontrowersje
Detale herbu wzbudzają wśród niektórych heraldyków zastrzeżenia. Wskazuje się, że w polskiej heraldyce nie występuje góra w formie trójkąta, klucze powinny być przed krzyżem, a jeden z nich powinien być koloru srebrnego. Z tych powodów w roku 2007 burmistrz Zakopanego Janusz Majcher chciał dokonać korekt w herbie, jednak ostatecznie wycofał się z tego pomysłu z powodu sprzeciwów ze strony opozycji i opinii publicznej.